# Otto Graham
Otto Everett Graham Jr. (Waukegan, Illinois, 6 de diciembre de 1921 – Sarasota, Florida, 17 de diciembre de 2003), más conocido como Otto Graham, fue un jugador profesional estadounidense de fútbol americano que se desempeñó en la posición de quarterback en la National Football League (NFL). Es miembro del Salón de la Fama del Fútbol Americano Profesional.

## Carrera
Graham jugó como profesional diez temporadas en Cleveland Browns (1946-1955), equipo en el que se retiró.

## Reconocimiento
El 12 de septiembre de 1965, fue seleccionado para ser miembro del Salón de la Fama del Fútbol Americano Profesional.